# Хухырлы
Ху́хырлы (чув. Хӑхӑрлӑ; Хухурлы, Хурхурлы, Хухурла) — малая река в Ибресинском районе Чувашии, приток речки Ялдом. По берегам реки расположено село Климово.

## Связанная с рекой легенда

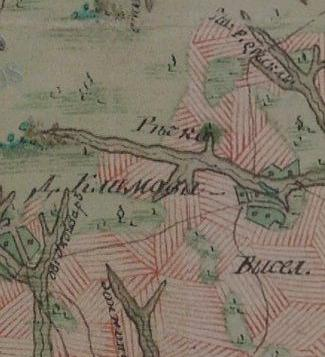
Деревня Климова и его окрестности (1765—1800). Хухырлы считалась верховьями речки Ерыкла (ныне Ялдом), на плане — ниже слова речка

По существующей легенде название села Климово Ибресинского района Чувашии произошло по имени его основателя Клима. Эта легенда гласит, что некие Андрюш, Чураш и Клим, в XVII веке шли по реке Хома. У каждого из них были разные предпочтения в отношении красот природы. Это послужило причиной того, что они разделились. Андюш и Чураш остановились в холмистых местах округи, а Клим спустился в низовые места. Таким образом образовались три селения, расположенные недалеко друг от друга: Климово, Чурашево (Новое Чурашево) и Андрюшево. По другой версии Клим тоже поселился у реки Хома, но его потомки после того, как разлилась Хома, переселились и расположились по обе стороны речки Хухурла.